# Taurismundo
El Taurismundo es un libro de caballerías español, cuyo título completo era La Corónica del famoso caballero Taurismundo, hijo del imperador de Grecia Solismundo. Su texto se ha perdido y sólo se sabe de su existencia debido a que figura en un listado de libros de la biblioteca del cardenal Guillaume Dubois, primer ministro de Luis XV.
- Datos: Q6139308